# SegWit

SegWit Logo

Segregated Witness, o SegWit (in italiano traducibile come: Testimone segregato), è il nome usato per un cambio soft fork (diramazione leggera dal progetto) dovuto a problemi di scalabilità  nel formato delle transazioni della criptovaluta Bitcoin, che è stata anche implementata sulle criptovalute Litecoin, DigiByte e Vertcoin.
Il titolo formale "Segregated Witness (Consensus layer)" ha il numero di proposta di miglioramento Bitcoin BIP141.. Ha come scopo di risolvere il problema criptografico della malleabilità. 
È stato anche pensato per mitigare il problema di limite di grandezza della blockchain che riduce la velocità delle transazioni in bitcoin.
Riesce in questo intento suddividendo la transazione in 2 segmenti, rimuovendo la firma di sblocco (dato "testimone") dalla porzione originale e aggiungendolo in fondo come struttura separata.
La sezione originale continuerebbe a trattenere i dati dell'inviante e del ricevitore e la nuova struttura "testimone" conterebbe gli script e le firme.
Il segmento dati originale sarebbe contato normalmente ma il segmento "testimone" sarebbe in effetti contato come un quarto della sua grandezza reale.
La Segregated Witness viene attivata il 24 agosto 2017.
L'8 novembre 2017, gli sviluppatori di SegWit2x annunciano che l'hard fork pianificato per il 16 novembre 2017 è stato cancellato a causa della mancanza di consenso.